# Gemarkung Schwarzenberg
Die Gemarkung Schwarzenberg liegt auf dem Gemeindegebiet von Scheinfeld im Landkreis Neustadt an der Aisch-Bad Windsheim (Mittelfranken, Bayern). Die Gemarkung hat eine Fläche von 5,838 km² und ist in 256 Flurstücke aufgeteilt, die eine durchschnittliche Fläche von 22803,65 m² haben. In ihr liegen die Gemeindeteile Klosterdorf (zum Teil) und Schwarzenberg. Die Gemarkung existierte schon zu Zeiten der Bayerischen Uraufnahme im frühen 19. Jahrhundert und war in der Gebietsfläche deckungsgleich.
Benachbarte Gemarkungen sind Scheinfeld im Westen, Schnodsenbach im Nordwesten, Kornhöfstadt im Nordosten, Thierberg im Osten, Ruthmannsweiler im Südosten und Unterlaimbach im Süden.